# Heidi Grau

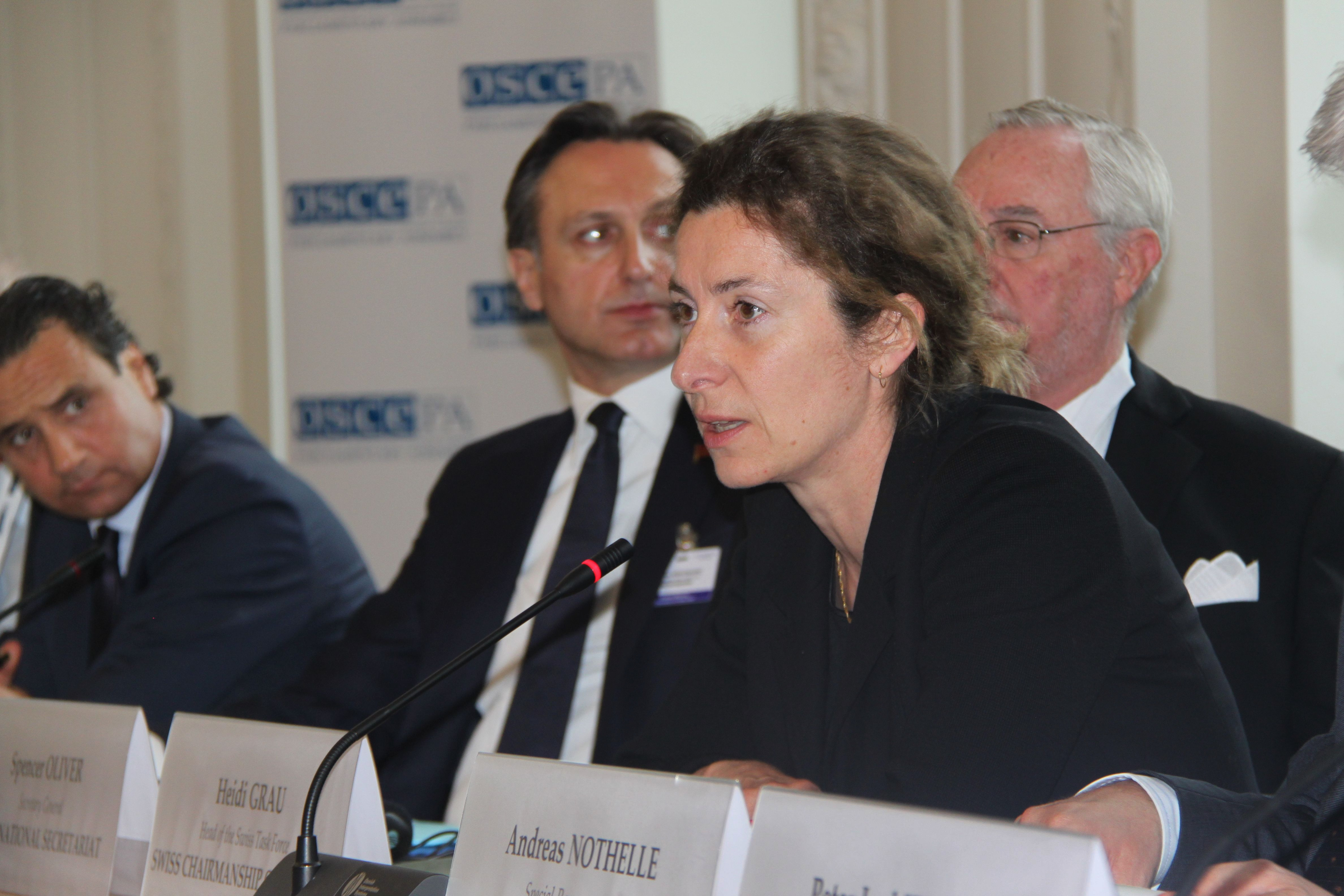
Heidi Grau (2014)

Heidi Grau (* um 1966) ist eine Schweizer Diplomatin und Chefin der EDA-Abteilung für Menschliche Sicherheit. Der Bundesrat hat ihr den Botschaftertitel verliehen.

## Leben
Die Historikerin begann ihre berufliche Karriere 1997 auf der Schweizer Botschaft in Moskau. Zurück in der Schweiz, setzte sie sich mit Fragen der Sicherheit, insbesondere mit Kleinwaffen auseinander. Nach einem Einsatz in der UNO-Mission in New York arbeitete sie als Kabinettschefin für Bundesrätin Micheline Calmy-Rey.
2014 hatte die Schweiz den Vorsitz der OSZE inne. Heidi Grau arbeitete dabei in der Ukraine als Schweizer OSZE-Botschafterin im Ukraine-Konflikt.
Anfang 2020 übernahm sie die Rolle des Sondergesandten der Organisation für Sicherheit und Zusammenarbeit in Europa (OSZE) in der Ukraine von Martin Sajdik.